# 目的刑論
目的刑論（もくてきけいろん）とは刑罰は犯罪を抑止する目的で設置される性格を持つという考え方を言う。目的刑論は一般予防論と特別予防論に分けることができる。

## 一般予防論
一般予防論（いっぱんよぼうろん）とは刑罰論における刑罰の効果期待説の一つ。刑罰法規が存在し、実際に処罰が行われて刑罰法規が機能していることを示すことにより、犯罪を計画する者たちに対しては直接的な威嚇をなし、一般市民に対しては法への信頼（法確信）を形成する効果を与えるとする説。絶対的応報刑論が廃れ相対的応報刑論が主流となっている現代の刑罰論では刑罰の目的性が考慮されるようになり、刑罰の存在理由を説明するために応報刑論においても提唱される効果である。
一般予防は大きく分けて「威嚇効果」と「法確信の形成」に分類され、前者の「威嚇効果」は目的刑論・応報刑論の双方から参照・引用されるが、後者の「法確信の形成」は主に応報刑論によって提唱される。「法確信」という言葉の内容は「法への信頼と順法精神の確立」「社会感情の沈静化」「共同体における人倫的文化の維持」等、論者により異なり統一をみない。現代では「積極的一般予防」と「消極的一般予防」という分類がなされることが多いようである。
消極的一般予防論とは、国家が刑罰権を用いて犯罪者を罰することで一般民衆を威嚇をすることにより、刑罰という害悪による恐怖や功利的計算で一般民衆の行動を抑制して、将来の犯罪の実行を予防するという考え方である。
一方、積極的一般予防論とは、一般民衆が犯罪を行わないのは刑罰が怖いからではなく犯罪になるような行為をはしていけないことだと考えているからであるとして一般民衆の規範意識に信頼を置き、この一般民衆に共有している規範そのものを維持することが刑罰の機能であり、犯罪者を罰することで一般民衆の行動を自制させ、将来の犯罪の実行を予防するという考え方である。国民の正義観念に反するような過酷な刑罰を科すことは、国民の規範に対する信頼を弱体化させ、刑罰の一般的予防効果を減少させるので、正当化されないとする。但し、この論にはヘーゲルの絶対的応報刑論を一般予防論に衣替えしただけだという批判もある。

## 特別予防論
特別予防論（とくべつよぼうろん）とは刑罰論における刑罰の効果期待説の一つ。犯罪に無関係な第三者を対象として刑罰の効果を論じる一般予防論に対して、犯罪者の教育・更生・隔離の目的で犯罪者自身に（刑罰という形で）処置を施す事によって、犯罪者が再犯することを予防しうると考える説である。
その効果は大きく分けて、犯罪者を教育して二度と犯罪を犯さないようにさせる教育効果と、犯罪傾向が強い者を社会から一定期間隔離して一般社会に悪影響が生じないようにする無力化効果に分類される。
なお、死刑における特別予防とは、死刑が犯罪者の命を奪う刑罰であるため更生を目的とした教育効果について考えることは死刑の本来的な性質上意味を持たず、一般社会から犯罪者を永久に「隔離」するための無力化効果のみを指すことになる。
特別予防論に対しては、刑罰の軽重よりも犯罪者の隔離公正を重視するあまり、軽微な犯罪でも改善に必要な限り長期の拘禁刑が正当化されてしまう危険性や、再犯可能性のない行為者に対してはたとえ重大犯罪であろうと刑罰を科すことができないのではないかとの矛盾点に対する批判がなされている。